# 三更罗镇
三更罗镇是中华人民共和国海南省万宁市下辖的一个镇。

## 行政区划
三更罗镇下辖以下村级行政区划单位：
内岭村、头村、二村、上溪村、加润村、加苗村、加朝村、石盘村、南平村、石福村、田堆村和大坡农场。